# Чакракусума Нгабдуррахман Агунг
Чакракусума Нгабдуррахман Агунг (нар. 1593—1645) — 3-й султан Матараму (Індонезія).

## Життєпис
Старший син султана Ан'якраваті. Народився 1593 року. Посів трон 1613 року. Прагнув відродити імперію Маджапагіт. В результаті війн підкорив Центральну та Східну Яву (область Кедірі, верхів'я Брантас), острів Мадуру (1625 рік), Пасуруан. Палембанг, Сукадана (1622 року) та Банджермасін стали його васалами. 1626 року встановлено зверхність над раджанатом Сурабаєю. Переніс столицю до містечка Плерет (поблизу сучасної Джок'ярти). 
Чакракусума присвоїв собі титул сусухунама — «того, кому усі підкоряються». Саме в часи Агунга Матарам досяг найбільшої могутності як держава.
У внутрішній політиці султан провів ряд реформ — увів імпортні податки, податки на торгівців та власників рисових полів, передав карні та справи щодо спадку ісламському духовенству. 
Активну експансію в цей час провадли також Голландська Ост-Індійська компанія. Інтереси двох завойовників зіштовхнулися. Голландці завадили Агунгу об'єднати під своєю владою Яву — у війнах з ними в 1628—1629 роках він зазнав поразки. 1628 року намагався захопити Батавію, але зазнав невдачі під яас облоги.
Після смерті Анунга 1645 року почалася боротьба за трон, що суттєво послабило султанат.